# Anton Leist
Anton Leist (* 1947 in München) ist ein deutscher Philosoph.

## Leben
Er studierte Philosophie, Soziologie und Germanistik in München und Frankfurt am Main. Er war wissenschaftlicher Assistent an der FU Berlin. Nach der Habilitation an der Universität Frankfurt am Main war er von 1992 bis 2012 Professor für Philosophie an der Universität Zürich.
Seine Arbeitsgebiete sind normative Ethik, Metaethik, angewandte Ethik und politische Philosophie.

## Schriften (Auswahl)
- Sprachen und Dinge. Der Gegenstandsbereich instrumentellen Handelns. Stuttgart 1979, ISBN 3-476-00409-0.
- Eine Frage des Lebens. Ethik der Abtreibung und künstlichen Befruchtung. Frankfurt am Main 1990, ISBN 3-593-34163-8.
- Die gute Handlung. Eine Einführung in die Ethik. Berlin 2000, ISBN 3-05-003418-1.
- Ethik der Beziehungen. Versuche über eine postkantianische Moralphilosophie. Berlin 2005, ISBN 3-05-004176-5.
- Lebensdinge. Alltagsphilosophische Zugänge. Meiner, Hamburg 2024, ISBN 978-3-7873-4575-5.